# 우즈마키 쿠시나
우즈마키 쿠시나는 만화 《나루토》의 등장인물이다.
성우: 시노하라 에미/ 김영은(1983년 ~ )
우즈마키 나루토의 어머니이자, 하루토 레이의 양어머니. 4대 호카게인 나미카제 미나토 아내이다. 2대 구미인주력으로 나루토를 출산할 때 가면을 쓴 남자에게 구미를 빼앗긴다. 나루토를 구하려다 구미의 손톱에 의해 죽는다.